# National Board of Review Award ai migliori film stranieri
Il National Board Review Award ai migliori film stranieri (National Board Review Award Top Foreign Films) è una lista dei migliori film stranieri distribuiti nelle sale cinematografiche statunitensi, selezionati annualmente dai membri del National Board of Review of Motion Pictures fin dal 1929.
Dal 1934 all'interno di questa lista è stato scelto anche un miglior film straniero, mentre dal 2007 il miglior film è scelto all'esterno della lista.

## Albo d'oro

### Anni 1920
- 1929
  - Arsenale (Arsenal), regia di Aleksandr Petrovič Dovženko
  - La passione di Giovanna d'Arco (La passion de Jeanne d'Arc), regia di Carl Theodor Dreyer
  - Ottobre - I dieci giorni che sconvolsero il mondo (Oktyabr': Desyat' dney kotorye potryasli mir), regia di Sergej Michajlovič Ėjzenštejn
  - Piccadilly, regia di Ewald André Dupont
  - Heimkehr, regia di Joe May

### Anni 1930
- 1930
  - High Treason, regia di Maurice Elvey
  - La linea generale (Staroye i novoye), regia di Sergej Michajlovič Ėjzenštejn
  - La terra (Zemlya), regia di Aleksandr Petrovič Dovženko
  - Tempeste sull'Asia (Potomok Chingis-Khana), regia di Vsevolod Illarionovič Pudovkin
  - Zwei Herzen im Dreiviertel Takt, regia di Géza von Bolváry
- 1931
  - L'opera da tre soldi (Die 3groschenoper), regia di Georg Wilhelm Pabst (1931)
  - Das Lied vom Leben, regia di Alexis Granowsky
  - Sotto i tetti di Parigi (Sous les toits de Paris), regia di René Clair
  - Westfront (Westfront 1918), regia di Georg Wilhelm Pabst
- 1932
  - A me la libertà (À nous la liberté), regia di René Clair
  - Der Andere, regia di Robert Wiene
  - The Battle of Gallipoli (o Tell England), regia di Anthony Asquith e Geoffrey Barkas
  - Zlatye gory, regia di Sergei Yutkevich
  - La tragedia della miniera (Kameradschaft), regia di Georg Wilhelm Pabst
  - Ragazze in uniforme (Mädchen in Uniform), regia di Leontine Sagan
  - Der Raub der Mona Lisa, regia di Géza von Bolváry
  - Reserved for Ladies, regia di Alexander Korda
  - Putyovka v zhizn, regia di Nikolai Ekk
  - Zwei Menschen, regia di Erich Waschneck
- 1933
  - Herthas Erwachen, regia di Gerhard Lamprecht
  - Ivan, regia di Alexander Dovzhenko
  - M - Il mostro di Düsseldorf (M - Eine Stadt sucht einen Mörder), regia di Fritz Lang
  - Morgenrot, regia di Vernon Sewell, Gustav Ucicky
  - Niemandsland, regia di Victor Trivas
  - Pel di Carota (Poil de Carotte), regia di Julien Duvivier
  - Le sei mogli di Enrico VIII (The Private Life of Henry VIII), regia di Alexander Korda
  - Per le vie di Parigi (Quatorze Juillet), regia di René Clair
  - Rome Express, regia di Walter Forde
  - Le Sang d'un poète, regia di Jean Cocteau
- 1934
  - L'uomo di Aran (Man of Aran), regia di Robert J. Flaherty
  - La bella maledetta (Das blaue licht), regia di Leni Riefenstahl
  - La grande Caterina (Catherine the Great), regia di Paul Czinner
  - The Constant Nymph, regia di Basil Dean
  - Madame Bovary, regia di Jean Renoir
- 1935
  - Chapayev, regia di Georgi Vasilyev e Sergei Vasilyev
  - Ho ucciso! (Crime and Punishment), regia di Josef von Sternberg
  - L'ultimo miliardario (Le dernier milliardaire), regia di René Clair
  - L'uomo che sapeva troppo (The Man Who Knew Too Much), regia di Alfred Hitchcock
  - Il giglio insanguinato (Maire Chapdelaine), regia di Julien Duvivier
  - La maternelle, regia di Jean Benoît-Lévy e Marie Epstein
  - Novyy Gullivyer, regia di Aleksandr Ptushko e A. Vanichkin
  - Krestjane, regia di Fridrich Ėrmler
  - The Battle, regia di Nicolas Farkas, Viktor Tourjansky
  - Yunost Maksima, regia di Grigori Kozintsev, Leonid Trauberg
- 1936
  - La kermesse eroica (La kermesse héroïque), regia di Jacques Feyder
  - Nuove terre (Nieuwe gronden), regia di Joris Ivens
  - L'arte e gli amori di Rembrandt (Rembrandt), regia di Alexander Korda
  - Il fantasma galante (The Ghost Goes West), regia di René Clair
  - Tudor Rose, regia di Robert Stevenson
  - My iz Kronshtadta, regia di Efim Dzigan
  - Syn Mongolii, regia di Ilya Trauberg
  - La croisière jaune, regia di Léon Poirier e André Sauvage
  - I miserabili (Les Miserables), regia di Raymond Bernard
  - L'agente segreto (The Secret Agent), regia di Alfred Hitchcock
- 1937
  - Die ewige maske, regia di Werner Hochbaum
  - Verso la vita (Les bas-fonds), regia di Jean Renoir
  - Il deputato del Baltico (Deputat Baltiki), regia di Iosif Kheifits e Aleksandr Zarkhi
  - Mayerling, regia di Anatole Litvak
  - Terra di Spagna (The Spanish Earth), regia di Joris Ivens
  - Golgotha (Golgotha), regia di Julien Duvivier
  - La danza degli elefanti (Elephant Boy), regia di Robert J. Flaherty, Zoltán Korda
  - Janošik, regia di Martin Frič
  - Palos brudefærd, regia di Friedrich Dalsheim
- 1938
  - La grande illusione (La grand illusion), regia di Jean Renoir
  - La mort du cygne, regia di Jean Benoît-Lévy
  - Carnet di ballo (Un carnet de bal), regia di Julien Duvivier
  - La guerre des gosses, regia di Jacques Daroy
  - Pyotr pervyy I, regia di Vladimir Petrov
  - Professor Mamlock, regia di Adolf Minkin e Gerbert Rappaport
- 1939
  - Il porto delle nebbie (Le quai des brumes), regia di Marcel Carné
  - La vita trionfa (Regain), regia di Marcel Pagnol
  - Aleksander Nevskij, regia di Sergej Michajlovič Ėjzenštejn
  - I prigionieri del sogno (La fin du jour), regia di Julien Duvivier
  - La Vita del Dottor Koch (Robert Koch, der Bekämpfer des Todes), regia di Hans Steinhoff

### Anni 1950
- 1950
  - The Titan: Story of Michelangelo, regia di Robert J. Flaherty, Richard Lyford, Curt Oertel
  - Whisky a volontà (Whisky Galore), regia di Alexander Mackendrick
  - Sangue blu (Kind Hearts and Coronets), regia di Robert Hamer
  - Paris 1900, regia di Nicole Védrès
- 1951
  - Rashomon (Rashōmon), regia di Akira Kurosawa
  - Il fiume (The River), regia di Jean Renoir
  - Miracolo a Milano, regia di Vittorio De Sica
  - Kon-Tiki, regia di Thor Heyerdahl
  - Addio Mr. Harris (The Browning Version), regia di Anthony Asquith
- 1952
  - Ali del futuro - Oltre la barriera del suono (The Sound Barrier), regia di David Lean
  - Lo scandalo del vestito bianco (The Man in the White Suit), regia di Alexander Mackendrick
  - Giochi proibiti (Jeux interdits), regia di René Clément
  - La bellezza del diavolo (La beauté du diable), regia di René Clair
  - Where No Vultures Fly, regia di Harry Watt
- 1953
  - A Queen is Crowned
  - Moulin Rouge, regia di John Huston
  - Don Camillo, regia di Julien Duvivier
  - Il Cristo proibito, regia di Curzio Malaparte
  - The Conquest of Everest, regia di George Lowe
- 1954
  - Giulietta e Romeo, regia di Renato Castellani
  - L'incubo dei Mau Mau (The Heart of the Matter), regia di George More O'Ferrall
  - La porta dell'inferno (Jigokumon), regia di Teinosuke Kinugasa
  - Il diario di un curato di campagna (Journal d'un curé de campagne), regia di Robert Bresson
  - I confini del proibito (The Kidnappers), regia di Philip Leacock
  - La rivale di mia moglie (Genevieve), regia di Henry Cornelius
  - Le belle della notte (Les Belles-de-nuit), regia di René Clair
  - Le vacanze del signor Hulot (Les vacances de M. Hulot), regia di Jacques Tati
  - Padre Brown (Father Brown), regia di Robert Hamer
  - Pane, amore e fantasia, regia di Luigi Comencini
- 1955
  - Il prigioniero (The Prisoner), regia di Peter Glenville
  - Det stora äventyret, regia di Arne Sucksdorff
  - Il figlio conteso (The Divided Heart), regia di Charles Crichton
  - I diabolici (Les diaboliques), regia di Henri-Georges Clouzot
  - La fine dell'avventura (The End of the Affair), regia di Edward Dmytryk
- 1956
  - Il mondo del silenzio (Le monde du silence), regia di Jacques-Yves Cousteau e Louis Malle
  - Guerra e pace (War and Peace), regia di King Vidor
  - Riccardo III (Richard III), regia di Laurence Olivier
  - La strada, regia di Federico Fellini
  - Rififi (Du Rififi chez les hommes), regia di Jules Dassin
- 1957
  - Ordet, regia di Carl Theodor Dreyer
  - Gervaise, regia di René Clément
  - La grande paura (Torero), regia di Carlos Velo
  - Il palloncino rosso (Le ballon rouge), regia di Albert Lamorisse
  - Un condannato a morte è fuggito (Un condamné à mort s'est échappé), regia di Robert Bresson
- 1958
  - Il lamento sul sentiero (Pather Panchali), regia di Satyajit Ray
  - L'uomo e il diavolo (Le rouge et le noir), regia di Claude Autant-Lara
  - La bocca della verità (The Horse's Mouth), regia di Ronald Neame
  - Mio zio (Mon oncle), regia di Jacques Tati
  - Titanic, latitudine 41 nord (A Night to Remember), regia di Roy Ward Baker
- 1959
  - Il posto delle fragole (Smultronstället), regia di Ingmar Bergman
  - La strada dei quartieri alti (Room at the Top), regia di Jack Clayton
  - Aparajito, regia di Satyajit Ray
  - Il tetto, regia di Vittorio De Sica
  - I giovani arrabbiati (Look Back in Anger), regia di Tony Richardson

### Anni 1960
- 1960
  - Il mondo di Apu (Apur Sansar), regia di Satyajit Ray
  - Il generale Della Rovere, regia di Roberto Rossellini
  - La tortura del silenzio (The Angry Silence), regia di Guy Green
  - Nudi alla meta (I'm All Right Jack), regia di John Boulting
  - Hiroshima mon amour, regia di Alain Resnais
- 1961
  - Il ponte (Die brücke), regia di Bernhard Wicki
  - La dolce vita, regia di Federico Fellini
  - La ciociara, regia di Vittorio De Sica
  - Sabato sera, domenica mattina (Saturday Night and Sunday Morning), regia di Karel Reisz
  - Sergino (Serëža), regia di Georgij Danelija e Igor Talankin
- 1962
  - L'uomo senza passato (Les dimanches de Ville d'Avray), regia di Serge Bourguignon
  - Barabba (Barabbas), regia di Richard Fleischer
  - Divorzio all'italiana, regia di Pietro Germi
  - L'isola nuda (Hadaka no shima), regia di Kaneto Shindō
  - Come in uno specchio (Såsom i en spegel), regia di Ingmar Bergman
- 1963
  - 8½, regia di Federico Fellini
  - Le quattro giornate di Napoli, regia di Nanni Loy
  - Luci d'inverno (Nattvardsgästerna), regia di Ingmar Bergman
  - Il Gattopardo, regia di Luchino Visconti
  - Colpo grosso al Casinò (Mélodie en sous-soul), regia di Henri Verneuil
- 1964
  - Il mondo senza sole (Le monde sans soleil), regia di Jacques-Yves Cousteau
  - I compagni, regia di Mario Monicelli
  - La vita coniugale - Nel bene e nel male, regia di André Cayatte
  - Sedotta e abbandonata, regia di Pietro Germi
  - Ieri, oggi, domani, regia di Vittorio De Sica
- 1965
  - Giulietta degli spiriti, regia di Federico Fellini
  - Šinel', regia di Aleksej Vladimirovič Batalov
  - La bohème, regia di Wilhelm Semmelroth
  - Zia Tula (La tía Tula), regia di Miguel Picazo
  - Gertrud, regia di Carl Theodor Dreyer
- 1966
  - Vagone letto per assassini (Compartiment tueurs), regia di Costa-Gavras
  - Il Vangelo secondo Matteo, regia di Pier Paolo Pasolini
  - Una vecchia signora indegna (La Vieille dame indigne), regia di René Allio
  - Un uomo, una donna (Un homme et une femme), regia di Claude Lelouch
  - Amleto (Gamlet), regia di Grigori Kozintsev e Iosif Shapiro
- 1967
  - Elvira Madigan, regia di Bo Widerberg
  - La caccia (La caza), regia di Carlos Saura
  - Africa addio, regia di Gualtiero Jacopetti e Franco Prosperi
  - Persona, regia di Ingmar Bergman
  - L'assalto al treno Glasgow - Londra (Die Gentlemen bitten zur Kasse), regia di John Olden, Claus Peter Witt
- 1968
  - Natascia - L'incendio di Mosca (Voyna i mir), regia di Sergej Bondarchuk
  - Den røde kappe, regia di Gabriel Axel
  - Fame (Sult), regia di Henning Carlsen
  - Il vecchio e il bambino (Le vieil homme et l'enfant), regia di Claude Berri
  - La sposa in nero (La mariée était en noir), regia di François Truffaut
- 1969
  - La vergogna (Skammen), regia di Ingmar Bergman
  - Baci rubati (Baisers volés), regia di François Truffaut
  - La caduta degli dei, regia di Luchino Visconti
  - Stéphane, una moglie infedele (La femme infidèle), regia di Claude Chabrol
  - Adalen 31, regia di Bo Widerberg

### Anni 1970
- 1970
  - Il ragazzo selvaggio (L'enfant sauvage), regia di François Truffaut
  - La mia notte con Maud (Ma nuit chez Maud), regia di Éric Rohmer
  - Passione (En passion), regia di Ingmar Bergman
  - La confessione (L'aveu), regia di Costa-Gavras
  - Ucciderò un uomo (Que la bête meure), regia di Claude Chabrol
- 1971
  - Il ginocchio di Claire (Le genou de Claire), regia di Éric Rohmer
  - Non drammatizziamo... è solo questione di corna (Domicile conjugal), regia di François Truffaut
  - I clowns, regia di Federico Fellini
  - Il giardino dei Finzi-Contini, regia di Vittorio De Sica
  - Il conformista, regia di Bernardo Bertolucci
- 1972
  - Le chagrin e la pitié, regia di Marcel Ophüls
  - Karl e Kristina (Utvandrarna), regia di Jan Troell
  - Il fascino discreto della borghesia (Le charme discret de la bourgeoisie), regia di Luis Buñuel
  - L'amore il pomeriggio (L'amour l'après-midi), regia di Éric Rohmer
  - Zio Vanja (Djadja Vanja), regia di Andrei Konchalovsky
- 1973
  - Sussurri e grida (Viskningar och rop), regia di Ingmar Bergman
  - Effetto notte (La nuit américaine), regia di François Truffaut
  - La nuova terra (Nybyggarna), regia di Jan Troell
  - Alto, biondo e... con una scarpa nera (Le Grand Blond avec une chaussure noire), regia di Yves Robert
  - Alfredo, Alfredo, regia di Pietro Germi
  - Monsieur Hulot nel caos del traffico (Trafic), regia di Jacques Tati
- 1974
  - Amarcord, regia di Federico Fellini
  - Cognome e nome: Lacombe Lucien (Lacombe Lucien), regia di Louis Malle
  - Scene da un matrimonio (Scener ur ett äktenskap), regia di Ingmar Bergman
  - Il fantasma della Libertà (Le fantôme de la liberté), regia di Luis Buñuel
  - Il pedone (Der Fußgänger), regia di Maximilian Schell
- 1975
  - Adèle H., una storia d'amore (L'histoire d'Adèle H.), regia di François Truffaut
  - Una breve vacanza, regia di Vittorio De Sica
  - L'affare della Sezione Speciale (Section Spéciale), regia di Costa-Gavras
  - Stavisky il grande truffatore (Stavisky), regia di Alain Resnais
  - Travolti da un insolito destino nell'azzurro mare d'agosto, regia di Lina Wertmüller
- 1976
  - La Marchesa Von... (La Marquise d'O...), regia di Éric Rohmer
  - L'immagine allo specchio (Ansikte mot ansikte), regia di Ingmar Bergman
  - Gli anni in tasca (L'argent de poche), regia di François Truffaut
  - Cugino, cugina (Cousin, cousine), regia di Jean Charles Tacchella
  - L'orologiaio di St. Paul (L'horologer de Saint-Paul), regia di Bertrand Tavernier
- 1977
  - Quell'oscuro oggetto del desiderio (Cet obscur objet du désir), regia di Luis Buñuel
  - L'uomo che amava le donne (L'homme qui amait les femmes), regia di François Truffaut
  - Una giornata particolare, regia di Ettore Scola
  - Cría cuervos, regia di Carlos Saura
  - L'amico americano (Der Amerikanische Freund), regia di Wim Wenders
- 1978
  - Sinfonia d'autunno (Höstsonaten), regia di Ingmar Bergman
  - Disavventure di un commissario di polizia (Tendre poulet), regia di Philippe de Broca
  - La vita davanti a sé (La vie devant soi), regia di Moshé Mizrahi
  - Schiava d'amore (Raba lyubvi), regia di Nikita Michalkov
  - Pane e cioccolata, regia di Franco Brusati
- 1979
  - Il vizietto (La cage aux folles), regia di Édouard Molinaro
  - L'albero degli zoccoli, regia di Ermanno Olmi
  - Il matrimonio di Maria Braun (Die ehe der Maria Braun), regia di Rainer Werner Fassbinder
  - Nosferatu, principe della notte (Nosferatu: Phantom der Nacht), regia di Werner Herzog
  - Gazzosa alla menta (Diabolo menthe), regia di Diane Kurys

### Anni 1980
- 1980
  - Il tamburo di latta (Die Blechtrommel), regia di Volker Schlöndorff
  - Kagemusha - L'ombra del guerriero (Kagemusha), regia di Akira Kurosawa
  - Il coltello in testa (Messer in Kopf), regia di Reinhard Hauff
  - Un mondo di marionette (Aus dem Leben der Marionetten), regia di Ingmar Bergman
  - Cristo si è fermato a Eboli, regia di Francesco Rosi
- 1981
  - Oblomov (Neskolko dney iz zhizni I.I. Oblomova), regia di Nikita Michalkov
  - La barca è piena (Das boot ist voll), regia di Markus Imhoof
  - L'ultimo metrò (Le dernier métro), regia di François Truffaut
  - Contratto (Kontrakt), regia di Krzysztof Zanussi
  - Pixote, la legge del più debole (Pixote - A lei do mais fraco), regia di Héctor Babenco
- 1982
  - Mephisto, regia di István Szabó
  - U-Boot 96 (Das Boot), regia di Wolfgang Petersen
  - Tre fratelli, regia di Francesco Rosi
  - Yol, regia di Şerif Gören e Yilmaz Güney
  - Siberiade (Sibiriada), regia di Andrej Končalovskij
- 1983
  - Fanny e Alexander (Fanny och Alexander), regia di Ingmar Bergman
  - Il ritorno di Martin Guerre (Le retour de Martin Guerre), regia di Daniel Vigne
  - Il mondo nuovo, regia di Ettore Scola
  - La traviata, regia di Franco Zeffirelli
  - Tou bun no hoi, regia di Ann Hui
- 1984
  - Una domenica in campagna (Une dimanche à la campagne), regia di Bertrand Tavernier
  - Carmen, regia di Francesco Rosi
  - Un amore in Germania (Eine Liebe in Deutschland), regia di Andrzej Wajda
  - Il quarto uomo (De vierde man), regia di Paul Verhoeven
  - Quartetto Basileus, regia di Fabio Carpi
- 1985
  - Ran, regia di Akira Kurosawa
  - La storia ufficiale (La historia oficial), regia di Luis Puenzo
  - Papà è in viaggio d'affari (Otac na sluzbenom putu), regia di Emir Kusturica
  - La capra (La chèvre), regia di Francis Veber
  - La casa e il mondo (Ghare baire), regia di Satyajit Ray
- 1986
  - Otello, regia di Franco Zeffirelli
  - Miss Mary, regia di María Luisa Bemberg
  - Ginger e Fred, regia di Federico Fellini
  - Lui portava i tacchi a spillo (Tenue de soirée), regia di Bertrand Blier
  - Uomini (Männer...), regia di Doris Dörrie
- 1987
  - Jean de Florette e Manon delle sorgenti (Manon des sources), regia di Claude Berri
  - La mia vita a quattro zampe (Mitt liv som hund), regia di Lasse Hallström
  - Arrivederci ragazzi (Au revoir les enfants), regia di Louis Malle
  - Tampopo, regia di Jūzō Itami
  - Oci ciornie, regia di Nikita Michalkov
- 1988
  - Donne sull'orlo di una crisi di nervi (Mujeres al borde de un ataque de nervios), regia di Pedro Almodóvar
  - Pelle alla conquista del mondo (Pelle erobreren), regia di Bille August
  - Innocenza e malizia (Le grand chemin), regia di Jean-Loup Hubert
  - Salaam Bombay!, regia di Mira Nair
  - Marusa no onna, regia di Jūzō Itami
- 1989
  - Un affare di donne (Une affaire de femmes), regia di Claude Chabrol
  - Camille Claudel, regia di Bruno Nuytten
  - La lettrice (La lectrice), regia di Michel Deville
  - Chocolat, regia di Claire Denis
  - La piccola ladra (La petite voleuse), regia di Claude Miller

### Anni 1990
- 1990
  - Cyrano de Bergerac, regia di Jean-Paul Rappeneau
  - Jésus de Montréal, regia di Denys Arcand
  - La ragazza terribile (Das schreckliche Mädchen), regia di Michael Verhoeven
  - L'insolito caso di Mr. Hire (Monsieur Hire), regia di Patrice Leconte
  - Légami! (¡Átame!), regia di Pedro Almodóvar
- 1991
  - Europa Europa, regia di Agnieszka Holland
  - Spoorloos, regia di George Sluizer
  - Nikita, regia di Luc Besson
  - La gloire de mon père e Le château de ma mère, regia di Yves Robert
  - Toto le héros - Un eroe di fine millennio (Toto le héros), regia di Jaco Van Dormael
- 1992
  - Indocina (Indochine), regia di Régis Wargnier
  - Lanterne rosse (Da hong deng long gao gao gua), regia di Zhang Yimou
  - Tutte le mattine del mondo (Tous les matins du monde), regia di Alain Corneau
  - Mediterraneo, regia di Gabriele Salvatores
  - Come l'acqua per il cioccolato (Como agua para chocolate), regia di Alfonso Arau
- 1993
  - Addio mia concubina (Ba wang bie ji), regia di Chen Kaige
  - El Mariachi, regia di Robert Rodriguez
  - Un cuore in inverno (Un coeur en hiver), regia di Claude Sautet
  - La storia di Qiu Ju (Qiu Ju da guan si), regia di Zhang Yimou
  - L'accompagnatrice, regia di Claude Miller
- 1994
  - Mangiare bere uomo donna (Yin shi nan nu), regia di Ang Lee
  - Vivere! (Huozhe), regia di Zhang Yimou
  - Fragola e cioccolato (Fresa y Chocolate), regia di Tomás Gutiérrez Alea e Juan Carlos Tabío
  - Tre colori: Film Rosso (Trois couleurs: Rouge), regia di Krzysztof Kieślowski
  - La Regina Margot (La Reine Margot), regia di Patrice Chéreau
- 1996
  - Ridicule, regia di Patrice Leconte
  - Les Voleurs, regia di André Téchiné
  - Azúcar amarga, regia di Leon Ichaso
  - Il buio nella mente (La cérémonie), regia di Claude Chabrol
  - Kolya, regia di Jan Svěrák
- 1997
  - Vuoi ballare? - Shall We Dance? (Sharu wi Dansu?), regia di Masayuki Suo
  - L'insolente (Beaumarchais l'insolent), regia di Édouard Molinaro
  - La mia vita in rosa (Ma vie en rose), regia di Alain Berliner
  - La Promesse, regia di Jean-Pierre e Luc Dardenne
  - Ponette, regia di Jacques Doillon
- 1998
  - Central do Brasil, regia di Walter Salles
  - La vita è bella, regia di Roberto Benigni
  - Il ladro (Vor), regia di Pavel Chukhraj
  - Al di là del silenzio (Jenseits der stille), regia di Caroline Link
  - Angeli armati (Men With Guns), regia di John Sayles
- 1999
  - Tutto su mia madre (Todo sobre mi madre), regia di Pedro Almodóvar
  - Lola corre (Lola Rennt), regia di Tom Tykwer
  - Est-ovest - Amore-libertà (Est - Ouest), regia di Régis Wargnier
  - La polveriera (Bure baruta), regia di Goran Paskaljević
  - L'imperatore e l'assassino (Jing ke ci qin wang), regia di Chen Kaige

### Anni 2000
- 2000
  - La tigre e il dragone (Wo hu cang long), regia di Ang Lee
  - La lengua de las mariposas, regia di José Luis Cuerda
  - Il tempo dei cavalli ubriachi (Zamani barayé masti asbha), regia di Bahman Ghobadi
  - Malèna, regia di Giuseppe Tornatore
  - La ragazza sul ponte (La fille sur le pont), regia di Patrice Leconte
- 2001
  - Amores perros, regia di Alejandro González Iñárritu
  - Disperato aprile (Abril despedaçado), regia di Walter Salles
  - Dark Blue World (Tmavomodrý svět), regia di Jan Svěrák
  - No Man's Land, regia di Danis Tanović
  - Il favoloso mondo di Amélie (Le fabuleux destin d'Amélie Poulain), regia di Jean-Pierre Jeunet
- 2002
  - Parla con lei (Hable con ella), regia di Pedro Almodóvar
  - Y tu mamá también, regia di Alfonso Cuarón
  - 8 donne e un mistero (8 femmes), regia di François Ozon
  - City of God (Cidade de deus), regia di Fernando Meirelles
  - Il crimine di Padre Amaro (El Crimen del Padre Amaro), regia di Carlos Carrera
- 2003
  - Le invasioni barbariche (Les invasions barbares), regia di Denys Arcand
  - La meglio gioventù, regia di Marco Tullio Giordana
  - Monsieur Ibrahim e i fiori del Corano (Monsieur Ibrahim et les fleurs du Coran), regia di François Dupeyron
  - Babí léto, regia di Vladimír Michálek
  - L'uomo del treno (L'homme du train), regia di Patrice Leconte
- 2004
  - Mare dentro (Mar adentro), regia di Alejandro Amenábar
  - La mala educación, regia di Pedro Almodóvar
  - Maria Full of Grace, regia di Joshua Marston
  - Les choristes - I ragazzi del coro (Les choristes), regia di Christophe Barratier
  - I diari della motocicletta (Diarios de motocicleta), regia di Walter Salles
- 2005
  - Paradise Now, regia di Hany Abu-Assad
  - 2046, regia di Wong Kar-wai
  - Balzac e la piccola sarta cinese (Xiao cai feng), regia di Dai Sijie
  - La caduta - Gli ultimi giorni di Hitler (Der Untergang), regia di Oliver Hirschbiegel
  - Camminando sull'acqua (Walk on Water), regia di Eytan Fox
- 2006
  - Volver, regia di Pedro Almodóvar
  - La città proibita (Mǎnchéng Jìndài Huángjīnjiǎ), regia di Zhang Yimou
  - Days of Glory (Indigènes), regia di Rachid Bouchareb
  - Il labirinto del fauno (El laberinto del fauno), regia di Guillermo del Toro
  - Water - Il coraggio di amare (Water), regia di Deepa Mehta
- 2007
  - 4 mesi, 3 settimane e 2 giorni (4 luni, 3 săptămâni şi 2 zile), regia di Cristian Mungiu
  - La banda (Bikur Ha-Tizmoret), regia di Eran Korilin
  - Il falsario - Operazione Bernhard (Die Fälscher), regia di Stefan Ruzowitzky
  - La vie en rose (La Môme), regia di Olivier Dahan
  - Lussuria - Seduzione e tradimento (Se, jie), regia di Ang Lee
- 2008
  - Ai confini del paradiso (Auf der anderen Seite), regia di Fatih Akın
  - Lasciami entrare (Låt den rätte komma in), regia di Tomas Alfredson
  - Roman de Gare, regia di Claude Lelouch
  - Un secret, regia di Claude Miller
  - Valzer con Bashir (Waltz with Bashir), regia di Ari Folman
- 2009
  - Affetti & dispetti (La nana), regia di Sebastián Silva
  - Revanche - Ti ucciderò (Revanche), regia di Götz Spielmann
  - Avaze gonjeshk-ha, regia di Majid Majidi
  - Le tre scimmie (Üç maymun), regia di Nuri Bilge Ceylan
  - Il nastro bianco (Das weiße Band - Eine deutsche Kindergeschichte), regia di Michael Haneke

### Anni 2010
- 2010
  - Io sono l'amore, regia di Luca Guadagnino
  - La donna che canta (Incendies), regia di Denis Villeneuve
  - Life, Above All, regia di Oliver Schmitz
  - Soul Kitchen, regia di Fatih Akın
  - White Material, regia di Claire Denis
- 2011[1]
  - 13 assassini (Jûsan-nin no shikaku), regia di Takashi Miike
  - Tropa de Elite 2 - Il nemico è un altro (Tropa de Elite 2: o Inimigo agora É Outro), regia di José Padilha
  - Hearat Shulayim, regia di Joseph Cedar
  - Miracolo a Le Havre (Le Havre), regia di Aki Kaurismäki
  - Point Blank (À bout portant), regia di Fred Cavayé
- 2012[2]
  - La scelta di Barbara (Barbara), regia di Christian Petzold
  - Quasi amici - Intouchables (Intouchables), regia di Olivier Nakache ed Éric Toledano
  - Il ragazzo con la bicicletta (Le Gamin au vélo), regia di Jean-Pierre e Luc Dardenne
  - No - I giorni dell'arcobaleno (No), regia di Pablo Larraín
  - Rebelle, regia di Kim Nguyen
- 2013[2]
  - Oltre le colline (Dupa dealuri), regia di Cristian Mungiu
  - Gloria, regia di Sebastián Lelio
  - The Grandmaster (Yut doi jung si), regia di Wong Kar-wai
  - Kapringen, regia di Tobias Lindholm
  - Il sospetto (Jagten), regia di Thomas Vinterberg
- 2014[3]
  - Forza maggiore (Force majeure), regia di Ruben Östlund
  - Viviane (גט - המשפט של ויויאן אמסלם), regia di Ronit Elkabetz e Shlomi Elkabetz
  - Leviathan, regia di Andrej Petrovič Zvjagincev
  - Due giorni, una notte (Deux jours, une nuit), regia di Jean-Pierre e Luc Dardenne
  - We Are the Best! (Vi är bäst!), regia di Lukas Moodysson
- 2015[4]
  - Goodnight Mommy (Ich seh, Ich seh), regia di Veronika Franz e Severin Fiala
  - Mediterranea, regia di Jonas Carpignano
  - Il segreto del suo volto (Phoenix), regia di Christian Petzold
  - È arrivata mia figlia! (Que Horas Ela Volta?), regia di Anna Muylaert
  - The Tribe, regia di Myroslav Slaboshpytskiy
- 2016[5]
  - Elle, regia di Paul Verhoeven
  - Agassi (아가씨), regia di Park Chan-wook
  - Julieta, regia di Pedro Almodóvar
  - Land of Mine - Sotto la sabbia (Under sandet), regia di Martin Zandvliet
  - Neruda, regia di Pablo Larraín
- 2017[5]
  - Una donna fantastica (Una mujer fantástica), regia di Sebastián Lelio
  - Frantz, regia di François Ozon
  - Loveless (Nelyubov), regia di Andrej Zvjagincev
  - The Square, regia di Ruben Östlund
  - Estate 1993 (Estiu 1993), regia di Carla Simón
- 2018[6]
  - Burning (버닝), regia di Lee Chang-dong
  - L'affido - Una storia di violenza (Jusqu'à la garde), regia di Xavier Legrand
  - Lazzaro felice, regia di Alice Rohrwacher
  - Il colpevole - The Guilty (Den skyldige), regia di Gustav Möller
  - Un affare di famiglia (万引き家族), regia di Hirokazu Kore'eda
- 2019[7]
  - Atlantique, regia di Mati Diop
  - Dolor y gloria, regia di Pedro Almodóvar
  - La donna dello scrittore (Transit), regia di Christian Petzold
  - Ritratto della giovane in fiamme (Portrait de la jeune fille en feu), regia di Céline Sciamma
  - La vita invisibile di Eurídice Gusmão (A vida invisível), regia di Karim Aïnouz

### Anni 2020
- 2020[8]
  - El agente topo, regia di Maite Alberdi
  - Apples (Mīla), regia di Chrīstos Nikou
  - Collective (Colectiv), regia di Alexander Nanau
  - Dorogie tovarišči, regia di Andrej Končalovskij
  - La Nuit des rois, regia di Philippe Lacôte
- 2021[9]
  - Benedetta, regia di Paul Verhoeven
  - Lamb (Dýrið), regia di Valdimar Jóhannsson
  - Una madre, una figlia (Lingui, les liens sacrés), regia di Mahamat-Saleh Haroun
  - Titane, regia di Julia Ducournau
  - La persona peggiore del mondo (Verdens verste menneske), regia di Joachim Trier
- 2022[10]
  - Niente di nuovo sul fronte occidentale (Im Westen nichts Neues), regia di Edward Berger
  - Argentina, 1985, regia di Santiago Mitre
  - Decision to Leave (헤어질 결심), regia di Park Chan-wook
  - EO, regia di Jerzy Skolimowski
  - Saint Omer, regia di Alice Diop
- 2023[11]
  - La chimera, regia di Alice Rohrwacher
  - Foglie al vento (Kuolleet lehdet), regia di Aki Kaurismäki
  - La sala professori (Das Lehrerzimmer), regia di İlker Çatak
  - Tótem - Il mio sole (Tótem), regia di Lila Avilés
  - La zona d'interesse (The Zone of Interest), regia di Jonathan Glazer
- 2024[12][13]
  - Io sono ancora qui (Ainda estou aqui), regia di Walter Salles
  - All We Imagine As Light - Amore a Mumbai (All We Imagine as Light), regia di Payal Kapadiya
  - Pigen med nålen, regia di Magnus von Horn
  - Santoṣ, regia di Sandhya Suri
  - Il seme del fico sacro (Dāne-ye anjīr-e ma'ābed), regia di Mohammad Rasoulof
  - Universal Language, regia di Matthew Rankin